# RGW-auto
De RGW-auto (RGW van Rat für gegenseitige Wirtschaftshilfe; Raad voor wederzijdse economische bijstand; in het Engels afgekort met Comecon) is een nooit gerealiseerde personenauto in de compacte middenklasse, die was gepland als een gezamenlijk project van de Comecon-staten onder leiding van de DDR en Tsjecho-Slowakije.
De als P760 aangeduide auto moest de Trabant 601, de Wartburg 353 en de Škoda 100 vervangen. De start van het project in januari 1970 was een belangrijke reden voor de beëindiging van de werkzaamheden aan Trabant P603, die was gepland als opvolger van de P601.
Na het falen van het RGW-autoproject P760 in april 1973 en het in 1979 eveneens afgebroken vervolgproject P1100/1300/610M kwam de ontwikkeling van nieuwe personenauto's in de DDR nagenoeg tot stilstand.

## P760

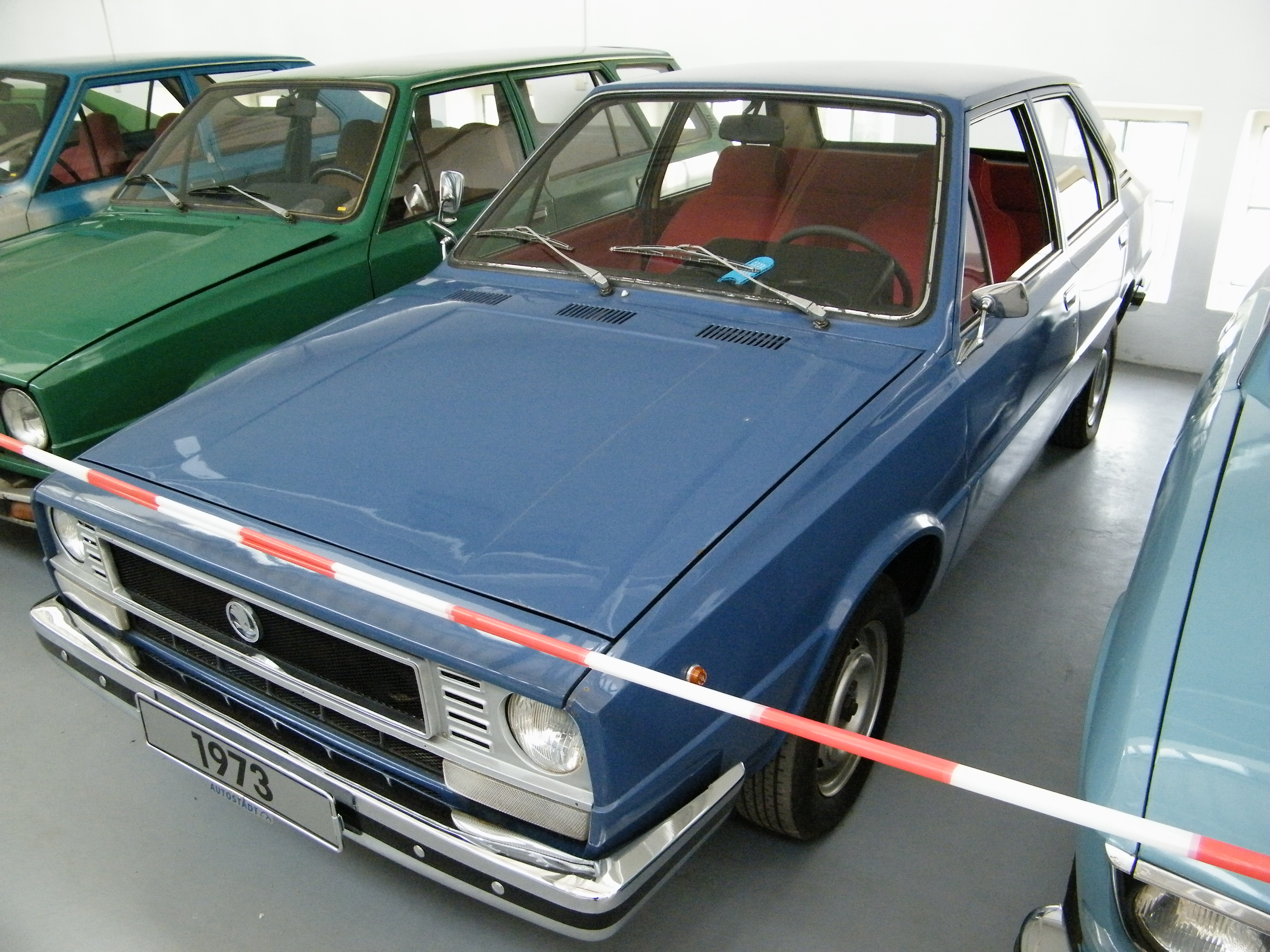
De carrosserie van de Škoda 760 (1973) was ontworpen door Giorgetto Giugiaro.

In het begin van de jaren zeventig riep de SED-leiding de automobielindustrie steeds vaker op tot samenwerking tussen de Comecon-partnerlanden. Politieke voorzetten in deze richting werden al in de vroege jaren 1960 gegeven op basis van het plan om de autoproductie te organiseren op basis van arbeidsverdeling, waarbij werd gehoopt op een efficiëntere productiewijze dan bij de tegen elkaar concurrerende bedrijven in de markteconomie. In elk deelnemend land moesten afzonderlijke componenten worden vervaardigd.
De basis van de RGW-auto was het type P760. Vanaf januari 1970 werden plannen opgesteld voor deze compacte middenklasse personenauto. De productie moest over in afzonderlijke componenten (motoren, versnellingsbakken, aandrijfassen enzovoorts) worden onderverdeeld over de deelnemende landen. Tussen de twee belangrijkste partners, de DDR en Tsjechoslowakijke, bestonden er echter aanzienlijke meningsverschillen over constructieve basisprincipes. De DDR gaf bijvoorbeeld de voorkeur aan voorwielaandrijving.
In de DDR waren in 1966 al prototypes van de Trabant P603 gemaakt, echter de ontwikkeling werd op instructies van het politbureau stopgezet om de beschikbare capaciteit vrij te maken voor het P760-project. Gebaseerd op het P603-prototype verschenen in 1970 in Zwickau vier exemplaren van de P760. Het model zou parallel in Eisenach (Wartburg) en Zwickau (Trabant) geproduceerd worden in verschillende varianten, zowel qua carrosserie (Zwickau alleen met schuine achterkant) alsook de motor (Zwickau met 1,1 liter Škoda-viertakt, Eisenach met de 1,3 liter Škoda-motor). Een leeggewicht van 820 kilo en 400 kilo laadvermogen werden voor de P760 vastgelegd, voor had de auto moderne McPherson-ophanging, achter onafhankelijke wielophanging met een dwarse bladveer. De onder de naam "hangbuikzwijn" bekend geworden prototypes kwamen niet verder dan het prototypestadium.
Ook bij Škoda in Mladá Boleslav werden enkele prototypes gebouwd en getest vanaf 1972. Omdat niet alleen de afzonderlijke landen streden om geschikte concepten, maar ook de beide Oost-Duitse fabrieken (Automobilwerk Zwickau/AWZ en Automobilwerk Eisenach/AWE) onderling, werd het RGW-autoproject te onoverzichtelijk en in een politbureaubesluit van 7 april 1973 als "niet gereed voor besluitvorming" terzijde gelegd.

## Vervolg

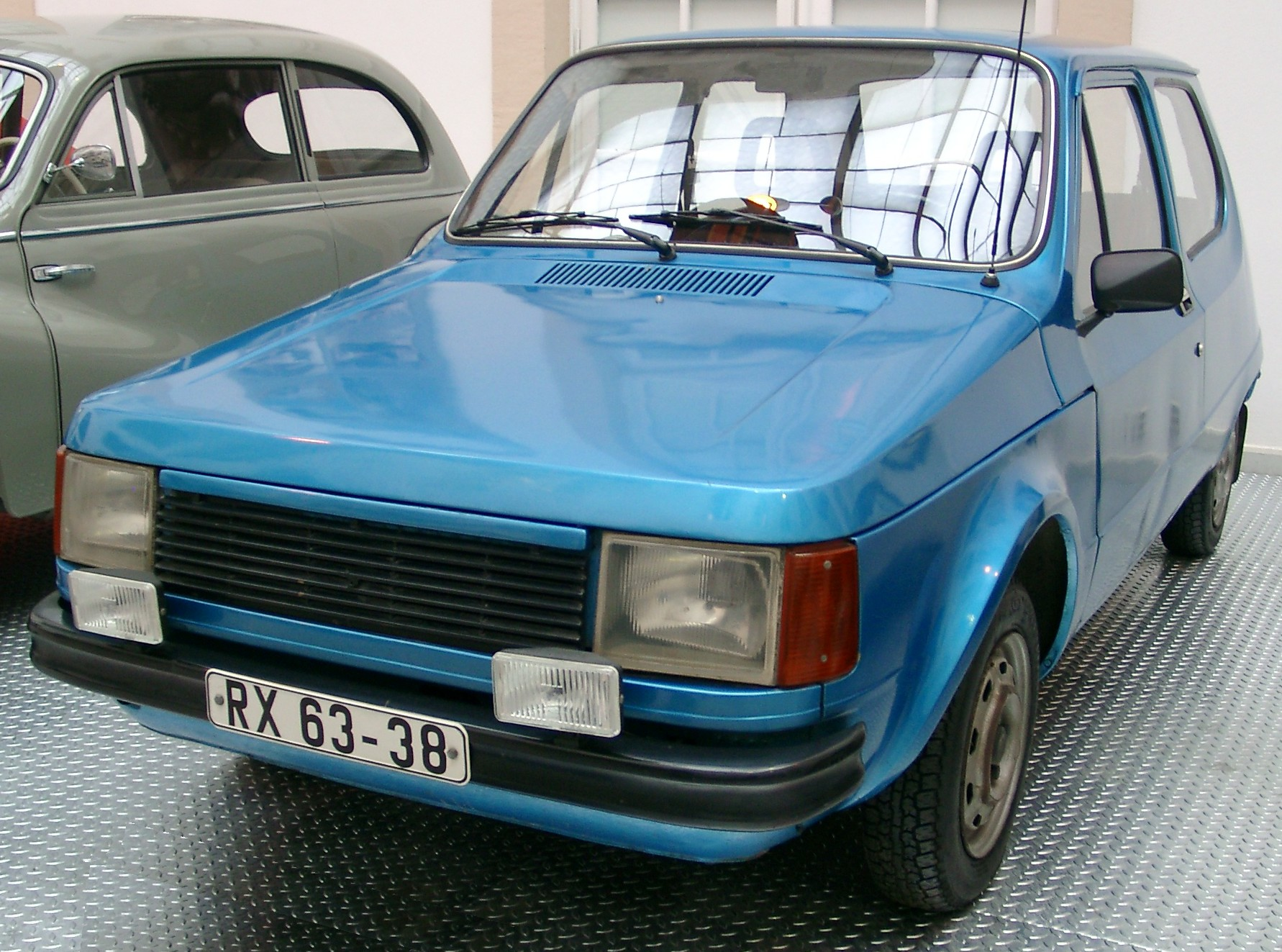
Trabant P1100

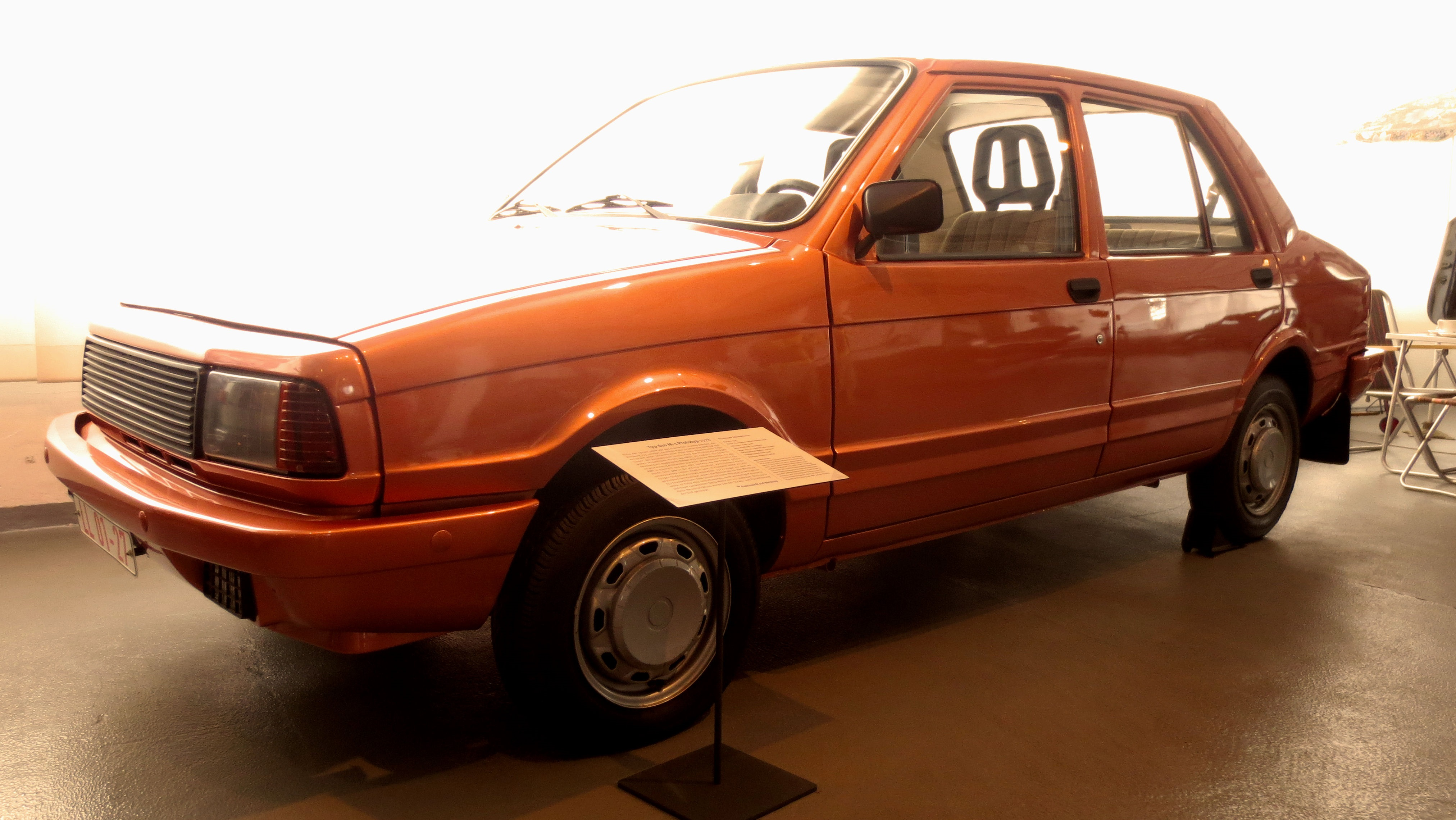
Wartburg 610M

In 1973 besloot de SED dat alleen Trabant en Škoda aan de ontwikkeling zouden gaan werken. In hetzelfde jaar veranderde de situatie echter en Trabant en Wartburg gingen beide door met de ontwikkelingen, waarvoor Škoda alleen onderdelen zou produceren.
Als nasleep van het afgebroken P760-project mocht op de 25e verjaardag van de DDR in 1974 de Wartburg 360 getoond worden. De Eisenacher wagen stond niet op het 353-chassis maar had een zelfdragende carrosserie en was voorzien van Škoda-techniek. Eind 1974 werd ook dit project op aanwijzing van de overheid afgeblazen.
De laatste poging om een geheel nieuwe Wartburg-opvolger te creëren was de gezamenlijk met AWZ ontwikkelde 610. De carrosserie leek op die van de Škoda 105 en onderscheidde zich nauwelijks van de 360. Terwijl hij in Zwickau met 1,1 liter viercilinders van Škoda gebouwd zou worden, was voor de AWE-variant de 1,3 liter Dacia 1300-motor voorzien, een licentie van de Renault 12-motor. De dwars (AWZ) of in lengterichting (AWE) voorin gebouwde motoren dreven de voorwielen aan. Jaarlijks zouden 80.000 stuks van de Wartburg 610M gebouwd worden, het begin van de serieproductie was voor 1983 gepland. De driedeurs Trabant P610 (of P1100) had een Cw-waarde van 0,36. Van de P610 zijn in totaal 20 prototypes gemaakt, de planning was een serieproductie van 150.000 stuks per jaar.
Geleidelijk bleek het project twee belangrijke zwakke punten te bevatten. Ten eerste bleek het logistiek ongelooflijk complex. Tussen tientallen plaatsen in de DDR en Tsjecho-Slowakije moesten dagelijks tientallen goederentreinen just-in-time pendelen om carrosserie- en motordelen, versnellingsbakken, bekabeling, stoffering en vele andere dingen te leveren, wat op dat moment bijna onmogelijk was: de Tsjecho-Slowaakse spoorwegen waren tot het einde van de jaren tachtig overbelast en onderaannemers waren vaak niet in staat om onderdelen op tijd te leveren, laat staan in de gewenste kwaliteit.
Ten tweede ontstond een investeringsprobleem: in de jaren zeventig werden de landen van het Warschaupact opnieuw gedwongen aanzienlijke bedragen te investeren in de wapenindustrie, die duidelijk te lijden had onder de consumentenindustrie, inclusief de automobielindustrie. Een nieuwe auto zou nieuwe investeringen betekenen, niet alleen in de bouw, maar ook in technologie en machines - en beide socialistische staten hadden daar niet langer de middelen voor. Vooral de DDR was financieel vrijwel uitgeput en de Oost-Duitse autofabrikanten slaagden er, ondanks alle inspanningen van ontwikkelaars en ontwerpers, praktisch niet in om zelfs de lopende productie aanzienlijk te moderniseren, laat staan nieuwe modellen te introduceren. Dat was in de jaren tachtig ook duidelijk zichtbaar aan bijna alle auto's van het Industrieverband Fahrzeugbau (IFA).
Voordat de ontwikkeling was voltooid en geld zou worden uitgegeven aan de technische voorbereidingen voor de start van de productie van de nieuwe modellen, kondigde de regering van de DDR aan dat ze zich terugtrok uit het project. In september 1979 kwamen beide staten overeen het project te beëindigen.

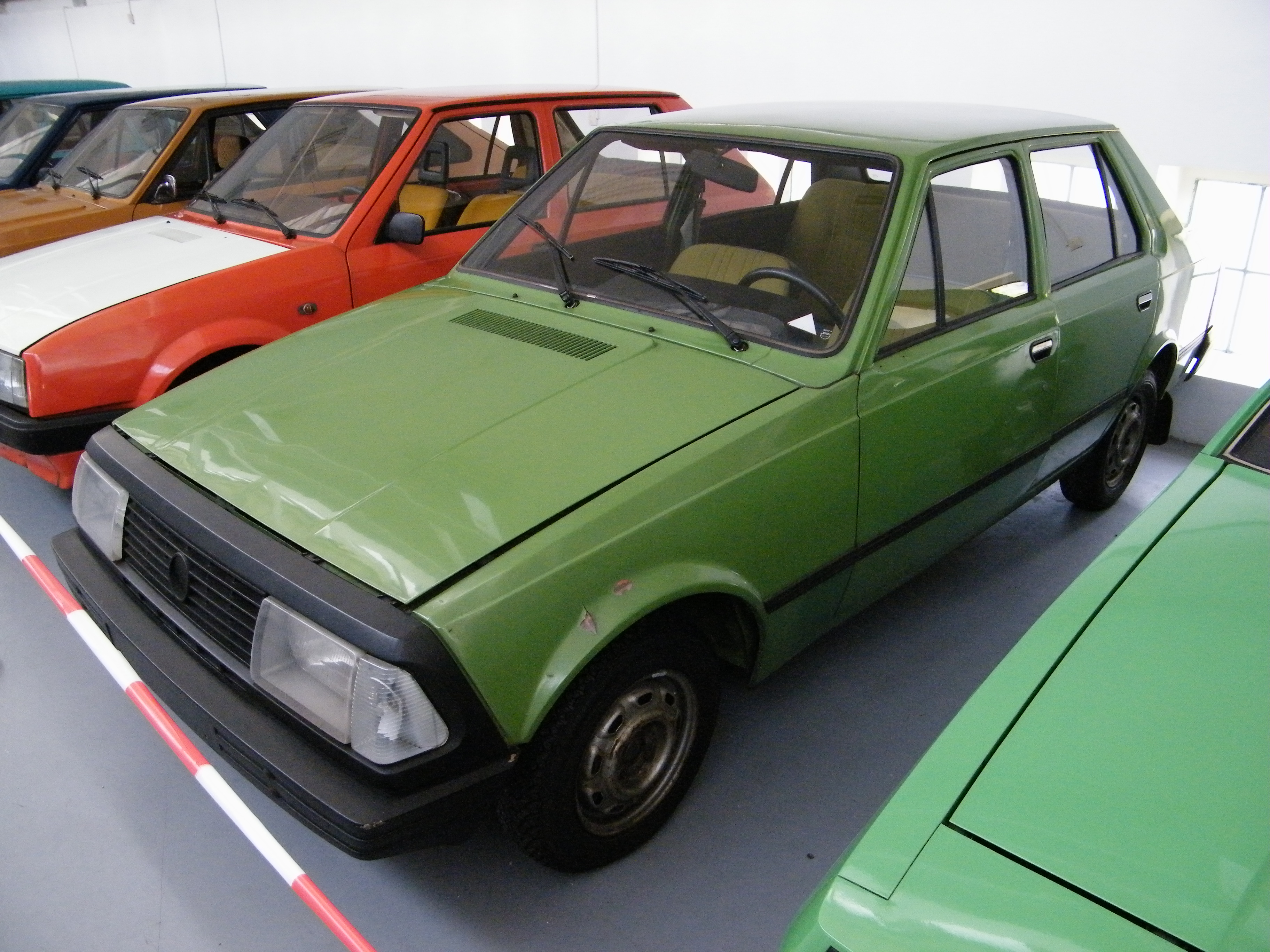
Škoda 762 P1 (1979)

Tegen die tijd wisten Škoda-ontwikkelaars al dat ze op zichzelf moesten vertrouwen. De basis van hun verdere werk was de Škoda 762 P2 (1980) met een hatchback-carrosserie, voorin geplaatste motor en voorwielaandrijving en in 1981 werd het eerste prototype van de Škoda 781 gemaakt, die werd doorontwikkeld tot de succesvolle Škoda Favorit.